# Долорес (Колорадо)
Долорес (енгл. Dolores) град је у америчкој савезној држави Колорадо.

## Демографија
По попису из 2010. године број становника је 936, што је 79 (9,2%) становника више него 2000. године.
| Група             | 2000.       | 2010.       |
| Белци             | 664 (77,5%) | 782 (83,5%) |
| Афроамериканци    | 0 (0,0%)    | 3 (0,3%)    |
| Азијати           | 1 (0,1%)    | 1 (0,1%)    |
| Хиспаноамериканци | 125 (14,6%) | 102 (10,9%) |
| Укупно            | 857         | 936         |